# Хмонг (язык)
Язык мяо, или хмонг, — название группы диалектов, на которых говорит народность мяо (мео, хмонги) в Китае (Сычуань, Юньнань, Гуйчжоу, Гуанси), северном Вьетнаме, Таиланде и Лаосе. Относится к семье мяо-яо (хмонг-мьен). Общее число говорящих на языке мяо — около 4 млн человек, в том числе 170 тыс. живут на территории США. Некоторые диалекты взаимопонимаемы, в то время как другие настолько отличаются, что могут быть признаны отдельными языками. Мяо — изолирующий слоговой язык с развитой системой тонов. Грамматические связи слов в предложении выражаются порядком слов и служебными словами. Базовый порядок слов SVO. Морфемы и корневые слова односложны. Количество тонов насчитывает 6—8, в некоторых диалектах до 11.

## Письменность
В начале XX века С. Поллард создал для одного из диалектов мяо оригинальное письмо, знаки которого имели простую геометрическую форму. В 1956 году. в Китае и Вьетнаме были разработаны четыре вида письменности (на латинской основе с обозначением тона дополнительными буквами в конце слова) по основным диалектам. Письменность на латинской основе неоднократно реформировалась. Ещё одна письменность — пахау, была создана фермером Шон-лы Я из Лаоса, который утверждал, что получил её от Бога. Наибольшее распространение в настоящий момент имеет письменность на латинской основе.

## Классификация
- языки мяо
  - западная группа диалектов
    - диалект хмонг (сычуань-гуйчжоу-юньнаньский) — 2,2 млн человек
    - северо-восточно-юньнаньский диалект
    - диалекты южной части Гуйчжоу (хуэйшуйский мяо: центральный, восточный, северный, юго-западный)

  - северо-восточная (западно-хунаньская) группа диалектов
  - юго-восточная группа диалектов
    - диалект хму
    - диалект канао

  - диалект ну — 400 тыс. человек